# خوسيه لويس ميزا
خوسيه لويس ميزا (مواليد 14 سبتمبر 1984) هو ملاكم إكوادوري، مثّل بلاده في الألعاب الأولمبية الصيفية 2008.

## روابط خارجية
خوسيه لويس ميزا على موقع أوليمبيديا (الإنجليزية)